# Svend Rindom
Svend Peter Christian Rindom (30. juni 1884 i København – 10. december 1960 smst) var en dansk manuskriptforfatter og skuespiller.
Han ligger begravet på Assistens Kirkegård i København.

## Udvalgt filmografi
- 5 raske piger (manuskript, 1933)
- Livet paa Hegnsgaard (manuskript, 1938)
- Familien Olsen (manuskript, 1940)
- Tyrannens fald (manuskript, 1942)
- Affæren Birte (manuskript, 1945)
- De kloge og vi gale (manuskript, 1945)
- Det gælder os alle (manuskript, 1949)
- Mosekongen (manuskript, 1950)